# Tribhuvana Mahadevi I
Pour les articles homonymes, voir Mahadevi (homonymie).
 (juillet 2024).
 (juillet 2024).
La mise en forme du texte ne suit pas les recommandations de Wikipédia : il faut le « wikifier ».
Les points d'amélioration suivants sont les cas les plus fréquents. Le détail des points à revoir est peut-être précisé sur la page de discussion.
- Les titres sont pré-formatés par le logiciel. Ils ne sont ni en capitales, ni en gras.
- Le texte ne doit pas être écrit en capitales (les noms de famille non plus), ni en gras, ni en italique, ni en « petit »…
- Le gras n'est utilisé que pour surligner le titre de l'article dans l'introduction, une seule fois.
- L'italique est rarement utilisé : mots en langue étrangère, titres d'œuvres, noms de bateaux, etc.
- Les citations ne sont pas en italique mais en corps de texte normal. Elles sont entourées par des guillemets français : « et ».
- Les listes à puces sont à éviter, des paragraphes rédigés étant largement préférés. Les tableaux sont à réserver à la présentation de données structurées (résultats, etc.).
- Les appels de note de bas de page (petits chiffres en exposant, introduits par l'outil «  Source ») sont à placer entre la fin de phrase et le point final[comme ça].
- Les liens internes (vers d'autres articles de Wikipédia) sont à choisir avec parcimonie. Créez des liens vers des articles approfondissant le sujet. Les termes génériques sans rapport avec le sujet sont à éviter, ainsi que les répétitions de liens vers un même terme.
- Les liens externes sont à placer uniquement dans une section « Liens externes », à la fin de l'article. Ces liens sont à choisir avec parcimonie suivant les règles définies. Si un lien sert de source à l'article, son insertion dans le texte est à faire par les notes de bas de page.
- La présentation des références doit suivre les conventions bibliographiques. Il est recommandé d'utiliser les modèles {{Ouvrage}}, {{Chapitre}}, {{Article}}, {{Lien web}} et/ou {{Bibliographie}}. Le mode d'édition visuel peut mettre en forme automatiquement les références.
- Insérer une infobox (cadre d'informations à droite) n'est pas obligatoire pour parachever la mise en page.

Pour une aide détaillée, merci de consulter Aide:Wikification.
Si vous pensez que ces points ont été résolus, vous pouvez retirer ce bandeau et améliorer la mise en forme d'un autre article.
Paramavaishnavi Goswamini Devi ou Tribhuvana Mahadevi I ( Odia : ପ୍ରଥମ ତ୍ରିଭୁବନ ମହାଦେବୀ ) est la première femme dirigeante de la dynastie Bhaumakara dans l'ancien Etat Odisha. Elle est la veuve du roi Santikara I qui monte sur le trône de To shali ou Utkala entre les années 843 et 845, et règne jusqu'en 850 après la mort prématurée de son fils au pouvoir Subhakara III. Certains historiens pensent qu'elle a pu régner jusqu'en 863, mais abdique pour son petit-fils Santikara II, après qu'il soit devenu plus âgé et éligible pour diriger.
Elle est une femme dirigeante très puissante et est mentionnée avec appréciation en tant que détentrice d'un pouvoir et d'un prestige somptueux par le géographe arabe et persan Ibn Khordadbeh et l'explorateur Ahmad Ibn Rustah. Elle accède au pouvoir malgré les rébellions des rois féodaux des régions côtières du centre de l'ancienne région de Tri-Kalinga et avec l'aide de son puissant père. Elle est souvent comparée à la déesse Katyayani (une forme de déesse Shakti) lorsqu'elle monte sur le trône à Guheswarapataka, mentionnée dans sa charte de Dhenkanal. On lui attribue également la construction du Baitala Deula, l'une des plus anciennes structures de temple encore debout à ce jour dans la ville de Bhubaneswar et l'une des rares à Odisha construite dans l'architecture de temple de style Khakara.

## Origine et personnalité de la reine

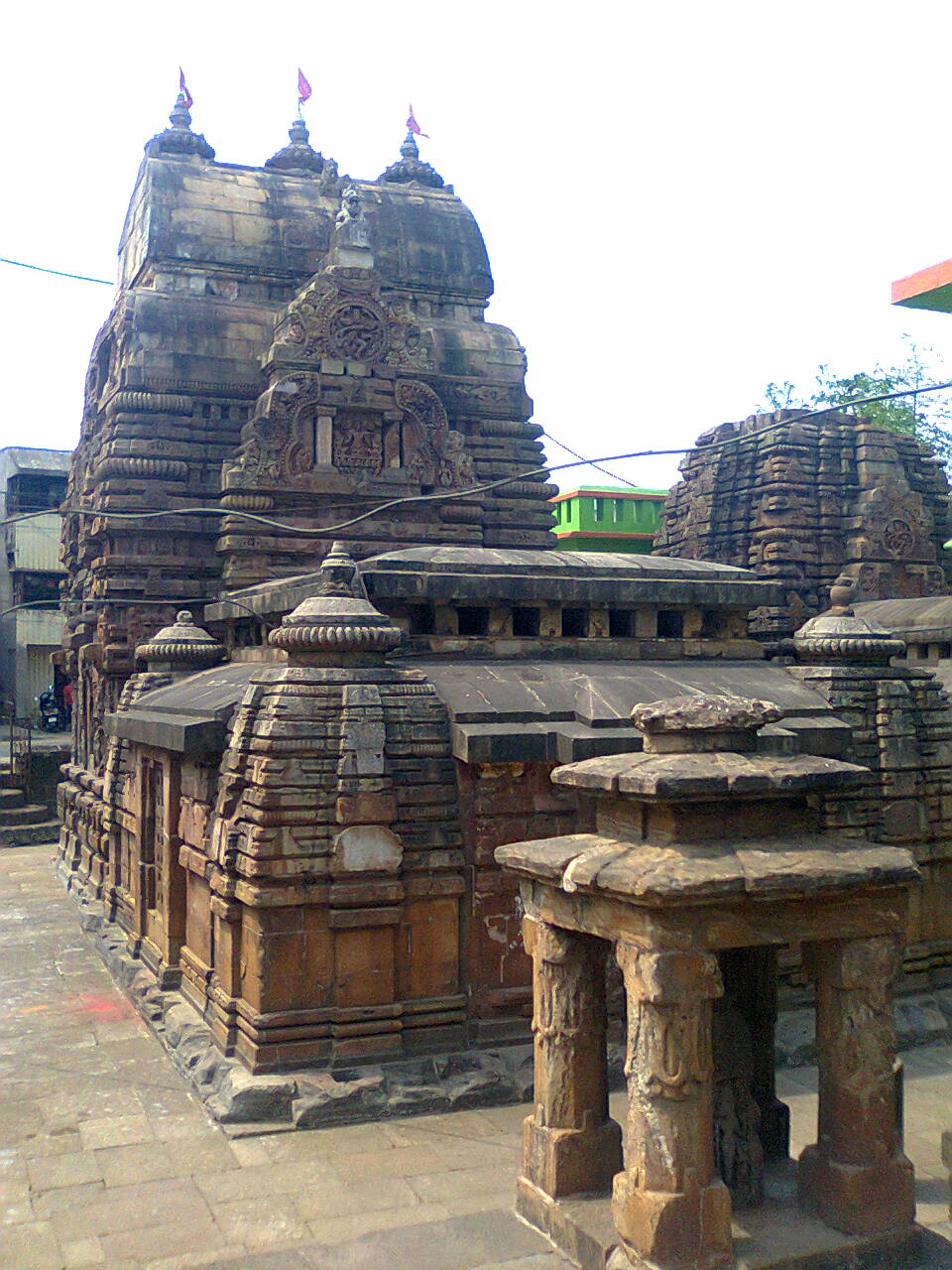
Temple Vaitala Deula ou Baitala à Bhubaneswar, construit par Tribhuvana Mahadevi dans une architecture mixte Kalingan et Dravidienne

Selon une plaque de cuivre conservée dans le palais de la dynastie de l'État Hindol et découverte à Bhimanagari garh à Dhenkanal, Tribhuvana Mahadevi appartient à Nagadbhava-kula et est la fille de Shri Rajamalladeva, qui est liée à la dynastie Pallava. Mais plus tard, les érudits l'ont corrigée en Nagodbhava-kula, ce qui pourrait signifier la dynastie Ganga ou la dynastie Sailodbhava. Par conséquent, le roi Rachamalla I ou Rajamalla I de la Dynastie des Ganga de l'ouest est identifié comme son père. Mais certains historiens fondent une théorie selon laquelle elle est la fille des premiers rois de la Dynastie des Ganga de l'ouest du voisin méridional du royaume de Bhaumakara. La charte de Dhenkanal de la reine elle-même donne une indication sur la façon dont les Gangas de l'Ouest de Kalinga sont vaincus par le précédent roi Bhaumakara Sivakara I, puis sont revenus au pouvoir après avoir accepté sa suzeraineté, ainsi établissant des relations de bonne foi entre les deux familles royales, dont cela a pu aboutir à des alliances matrimoniales. Son descendant Sivakara III mentionne dans ses inscriptions que Tribhuvana mahadevi I est rempli de trois énergies Mantra Shakti (le pouvoir des chants divins), Prabhu Shakti (spiritualisme) et Utsaha Shakti (énergétique). Elle est décrite comme une Pitrabhakta (enfant dévoué envers ses parents) méditant aux pieds de ses parents. Sa charte Dhenkanal lui associe des épithètes impériales complètes, elle est ornée de centaines de signes de bon augure pour devenir une dirigeante supérieur dans le monde. Elle est une fervente Vaishnavite qui adore Hari et prend l'épithète de Paramavaishnavi.

## Ascension au trône
La charte de Dhenkanal émise par Tribhuvana Mahadevi I décrit son ascension comme « ses pieds en forme de lotus étant doucement embrassés par les couronnes et les coiffes des grands vassaux et rois féodaux, s'inclinant avec une loyauté dévouée devant elle et le repose-pieds de son défunt mari. devint rayonnant de la splendeur des diamants de ces diadèmes des rois soumis ". Au cours des années précédentes, avant l'ascension au trône de son mari Santikara I, le roi de la dynastie Pala, Devapala, a vaincu le roi Sivakara II et a soumis les dirigeants Bhaumakara à Odisha. Ainsi, après cette défaite, la dynastie a perdu son prestige et sa puissance qui est suivie par un désordre constant dans le royaume. La mort de Santikara I et Subhakara III en tant qu'héritiers masculins éligibles donne lieu à la rébellion par les rois féodaux pour avoir le pouvoir. Les inscriptions des rois Bhaumakara déclarent que la reine récemment veuve a assumé la charge de l'administration de tout le royaume et a brillé comme Ananta, soutenant la terre entière sous ses épaules. La reine elle-même attribue à son père le mérite d'être venu au secours du régime Bhaumakara en réprimant les rébellions et en l'aidant à rétablir l'autorité et l'ordre dans le royaume.

## Administration du Royaume
Selon les chartes émises par elle et ses descendants, on lui attribue le mérite d'avoir assuré une administration efficace du royaume et d'avoir permis la prospérité du peuple. La plaque Talcher de Subhakara IV déclare que pendant son règne, le pays a évolué et progressé en ce qui concerne l'administration, tous les ennemis sont détruits, la gloire du royaume s'est répandue à l'étranger et le peuple a vécu de manière harmonieuse. Elle accorde une attention particulière à la nomination de fonctionnaires royaux, dont les principales qualités sont la responsabilité et l'honnêteté. Les vassaux du royaume restent fidèles à sa suprématie. Elle exerce la Mrudukara (fiscalité légère) sur son peuple. Sa charte de Dhenkanal raconte comment les Bhaumas ont épuisé les trésors de leur vaste empire dans des oeuvres religieuses afin d'éclairer leur propre pays et d'autres, et ont décoré la terre en construisant dans une continuité ininterrompue divers mathas, monastères et temples.
Au cours de son règne et comme peuvent en témoigner ses subventions et sa charte émises pendant son règne, elle fréquente le Vaishnavisme, le Shaivisme et le Shaktisme. Alors que l'existence des idéologies du jaïn et du bouddhisme dans le royaume sont restées intactes par toute sorte de menace. Les femmes du royaume sont éduquées et capables d'exercer des pouvoirs spéciaux et des droits administratifs pour délivrer des concessions de terres et des chartes. Elle a réprimé les rébellions internes et expulsé les forces ennemies des Rashtrakutas et Palas avec l'aide de son père, ainsi, protégeant le royaume de toute menace extérieure. Elle commande une armée permanente de 3 00 000 hommes et femmes qui se sont également livrés aux affaires militaires. Elle rétablit la stabilité du royaume après une longue période de chaos et de désordre, ouvrant la voie à un âge d’or de stabilité, de prospérité économique et de croissance culturelle. Elle sert d'exemple à une lignée de six autres descendantes directes, devenues dirigeantes, et qui ont gouverné le royaume de Bhaumakara de leur propre chef malgré la disponibilité d'héritiers mâles, et dont deux ont même adopté l'épithète royale de Tribhuvana Mahadevi.

## Source
- (en) Cet article est partiellement ou en totalité issu de l’article de Wikipédia en anglais intitulé « Tribhuvana Mahadevi I » (voir la liste des auteurs).